# Shirley Mason
Shirley Mason, nata Leonie Flugrath, (Brooklyn, 6 giugno 1900 – Los Angeles, 27 luglio 1979), è stata un'attrice statunitense, che agli esordi come attrice bambina per la Edison (all'età di dieci anni) fece seguire una carriera di successo nel cinema muto.

## Biografia
Nata Leonie Flugrath a New York, era una delle tre sorelle Flugrath tutte e tre attrici. Le altre due erano Viola Dana e Edna Flugrath (quest'ultima fu l'unica a usare sempre il suo vero nome). Le sorelle Flugrath iniziarono a recitare tutte e tre fin da bambine, lavorando in teatro.
Shirley Mason iniziò la sua carriera di attrice cinematografica (che sarebbe durata fino all'avvento del sonoro) nel 1910 in A Christmas Carol, un cortometraggio dell'Edison Manufacturing Company dove Shirley affiancava la sorella Viola Dana. Alla Edison, Shirley incontrò quello che sarebbe diventato suo marito, il giovane attore e regista Bernard Durning. Al momento del matrimonio, Shirley aveva sedici anni, il marito ne aveva ventiquattro. La loro unione si rivelò felice ma, nel 1923, Bernard contrasse una febbre tifoidea che lo portò alla morte, lasciando vedova la moglie a soli ventidue anni. Shirley Mason si risposò nel 1927 con il regista Sidney Lanfield. Il secondo matrimonio durò fino alla morte del regista nel 1972, colpito da un attacco cardiaco.
Nella sua carriera, Shirley Mason girò 110 film. Nel 1920, impersonò, in vesti maschili, il piccolo Jim Hawkins, il ragazzino protagonista de L'isola del tesoro, dove fu diretta da Maurice Tourneur. L'ultimo film in cui apparve è Dark Skies di Harry S. Webb nel 1929.
Morì a Los Angeles il 27 luglio 1979 all'età di 79 anni.

## Riconoscimenti
- Young Hollywood Hall of Fame (1908-1919)

## Filmografia
- A Christmas Carol, regia di (non accreditati) J. Searle Dawley, Charles Kent, Ashley Miller - cortometraggio (1910)
- April Fool - cortometraggio (1911)
- Betty's Buttons, regia di Bannister Merwin - cortometraggio (1911)
- For the Queen - cortometraggio (1911)
- At the Threshold of Life - cortometraggio (1911)
- Uncle Hiram's List, regia di Oscar Apfel - cortometraggio (1911)
- Children Who Labor - cortometraggio (1912)
- Mary Had a Little Lamb - cortometraggio (1912)
- The Street Beautiful, regia di Ashley Miller - cortometraggio (1912)
- The Little Girl Next Door, regia di J. Searle Dawley - cortometraggio (1912)
- Uncle Mun and the Minister - cortometraggio (1912)
- A Fresh Air Romance, regia di Harold M. Shaw - cortometraggio (1912)
- The Third Thanksgiving, regia di J. Searle Dawley - cortometraggio (1912)
- A Youthful Knight, regia di Walter Edwin e Bannister Merwin - cortometraggio (1913)
- The Risen Soul of Jim Grant, regia di Charles Brabin - cortometraggio (1913)
- The Two Merchants, regia di Charles M. Seay - cortometraggio (1913)
- Nursery Favorites, regia di Allen Ramsey - cortometraggio (1913)
- Her Royal Highness, regia di Walter Edwin - cortometraggio (1913)
- The Dream Fairy, regia di Ashley Miller - cortometraggio (1913)
- A Mistake in Judgment, regia di Charles M. Seay - cortometraggio (1913)
- The Embarrassment of Riches, regia di Charles M. Seay - cortometraggio (1913)
- The Musical Blacksmiths, regia di Allen Ramsey - cortometraggio (1913)
- The President's Special, regia di Charles Brabin - cortometraggio (1914)
- Andy Learns to Swim, regia di Charles H. France (1914 - cortometraggio)
- Dick Potter's Wife, regia di Ashley Miller - cortometraggio (1914)
- The Portrait in the Attic, regia di John H. Collins - cortometraggio (1915)
- Shadows from the Past, regia di Richard Ridgely (come Richard J. Ridgely) (1915)
- Vanity Fair, regia di Charles Brabin e Eugene Nowland - con il nome Leonie Flugrath (1915)
- An Unwilling Thief, regia di Langdon West - cortometraggio (1915)
- The Little Saleslady, regia di Edward C. Taylor - cortometraggio (1915)
- Blade o' Grass, regia di Burton George - cortometraggio (1915)
- Celeste of the Ambulance Corps, regia di Burton George - cortometraggio (1916)
- The Littlest Magdalene, regia di Burton George - cortometraggio (1916)
- Envy, regia di Richard Ridgely (1917)
- Where Love Is (1917)
- Pride, regia di Richard Ridgely (1917)
- Greed, regia di Theodore Marston (1917)
- Sloth, regia di Theodore Marston (1917)
- Passion, regia di Richard Ridgely (1917)
- Wrath, regia di Theodore Marston (1917)
- The Seventh Sin, regia di Theodore Marston (1917)
- The Law of the North, regia di Edward H. Griffith e Burton George (1917)
- The Tell-Tale Step, regia di Burton George (1917)
- The Light in Darkness, regia di Alan Crosland (1917)
- The Little Chevalier, regia di Alan Crosland (1917)
- The Lady of the Photograph, regia di Ben Turbett (1917)
- The Awakening of Ruth, regia di Edward H. Griffith (1917)
- The Apple-Tree Girl, regia di Alan Crosland (1917)
- Cy Whittaker's Ward, regia di Ben Turbett (1917)
- The Seven Deadly Sins, regia di Theodore Marston e Richard Ridgely (1917)
- The Wall Invisible, regia di Bernard J. Durning - cortometraggio (1918)
- Come on In, regia di John Emerson (1918)
- Good-Bye, Bill, regia di John Emerson (1918)
- The Winning Girl, regia di Robert G. Vignola (1919)
- The Rescuing Angel, regia di Walter Edwards (1919)
- , regia di Walter Edwards (1919)
- The Unwritten Code, regia di Bernard J. Durning (1919)
- Putting It Over, regia di Donald Crisp (1919)
- Secret Service, regia di Hugh Ford (1919)
- Her Elephant Man, regia di Scott R. Dunlap (1920)
- L'isola del tesoro (Treasure Island), regia di Maurice Tourneur (1920)
- Molly and I, regia di Howard M. Mitchell (1920)
- Love's Harvest, regia di Howard M. Mitchell (1920)
- The Little Wanderer, regia di Howard M. Mitchell (1920)
- Merely Mary Ann, regia di Edward LeSaint (1920)
- The Girl of My Heart, regia di Edward LeSaint (1920)
- Flame of Youth, regia di Howard M. Mitchell (1920)
- Wing Toy, regia di Howard M. Mitchell (1921)
- Il lampionaio (The Lamplighter), regia di Howard M. Mitchell (1921)
- The Mother Heart, regia di Howard M. Mitchell (1921)
- Lovetime, regia di Howard M. Mitchell (1921)
- I nemici delle donne (Ever Since Eve), regia di Howard M. Mitchell (1921)
- Queenie, regia di Howard M. Mitchell (1921)
- Jackie, regia di John Ford (come Jack Ford) (1921)
- I favori della signorinetta (Little Miss Smiles), regia di John Ford (1922)
- The Ragged Heiress, regia di Harry Beaumont (1922)
- Very Truly Yours, regia di Harry Beaumont (1922)
- Lights of the Desert, regia di Harry Beaumont (1922)
- The New Teacher, regia di Joseph Franz (1922)
- Youth Must Have Love, regia di Joseph Franz (1922)
- Shirley of the Circus, regia di Rowland V. Lee (1922)
- Pawn Ticket 210, regia di Scott R. Dunlap (1922)
- Lovebound, regia di Henry Otto (1923)
- The Eleventh Hour, regia di Bernard J. Durning (1923)
- South Sea Love, regia di David Selman (1923)
- Love Letters, regia di David Selman (1924)
- That French Lady, regia di Edmund Mortimer (1924)
- Great Diamond Mystery, regia di Denison Clift (1924)
- My Husband's Wives, regia di Maurice Elvey (1924)
- Star Dust Trail, regia di Edmund Mortimer (1924)
- Curlytop, regia di Maurice Elvey (1924)
- The Scarlet Honeymoon, regia di Alan Hale (1925)
- The Talker, regia di Alfred E. Green  (1925)
- Scandal Proof, regia di Edmund Mortimer (1925)
- What Fools Men, regia di George Archainbaud (1925)
- Lord Jim, regia di Victor Fleming (1925)
- Deserto d'oro (Desert Gold), regia di George B. Seitz (1926)
- Don Juan's Three Nights, regia di John Francis Dillon (1926)
- Sweet Rosie O'Grady, regia di Frank R. Strayer (1926)
- Sin Cargo, regia di Louis J. Gasnier (1926)
- Rose of the Tenements, regia di Phil Rosen (1926)
- The Wreck, regia di William James Craft (1927)
- Lascia che piova! (Let it Rain), regia di Edward F. Cline (1927)
- Rich Men's Sons, regia di Ralph Graves (1927)
- Stranded, regia di Phil Rosen (1927)
- Sally in Our Alley, regia di Walter Lang (1927)
- The Wife's Relations, regia di Maurice Marshall (1928)
- Dunque è questo l'amore? (So This Is Love?), regia di Frank Capra (1928)
- Vultures of the Sea, regia di Richard Thorpe (1928)
- L'inferno delle fanciulle (Runaway Girls), regia di Mark Sandrich (1928)
- Anne Against the World, regia di Duke Worne (1929)
- Aquilotti (The Flying Marine), regia di Albert S. Rogell (1929)
- Rivista delle nazioni (The Show of Shows), regia di John G. Adolfi (1929)
- Dark Skies, regia di Harry S. Webb (1929)

## Galleria d’immagini

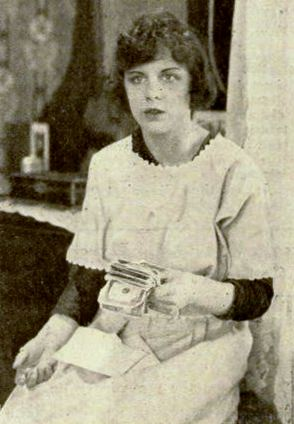
In The Final Close-Up (1919)
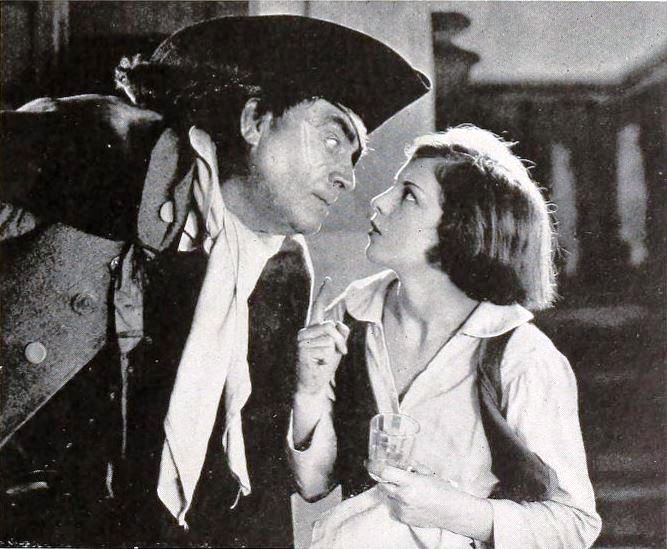
Charles Ogle e Shirley Mason ne L'isola del tesoro (1920)
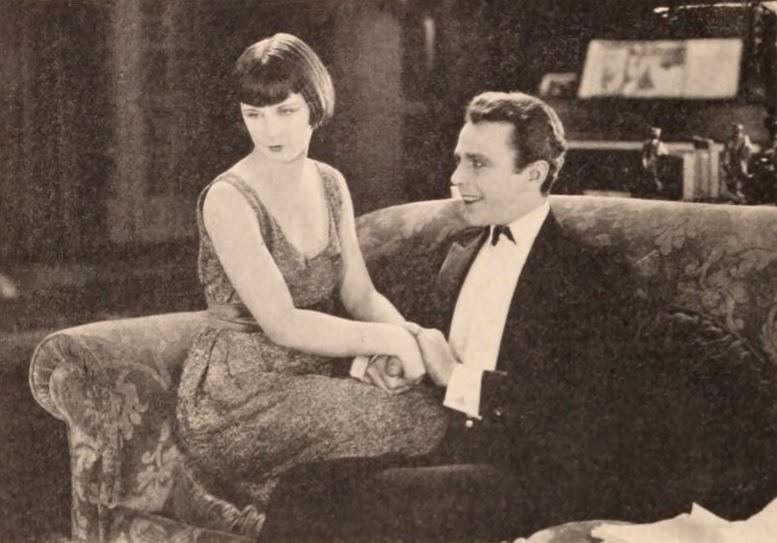
Shirley Mason e Raymond McKee in Wing Toy (1921)
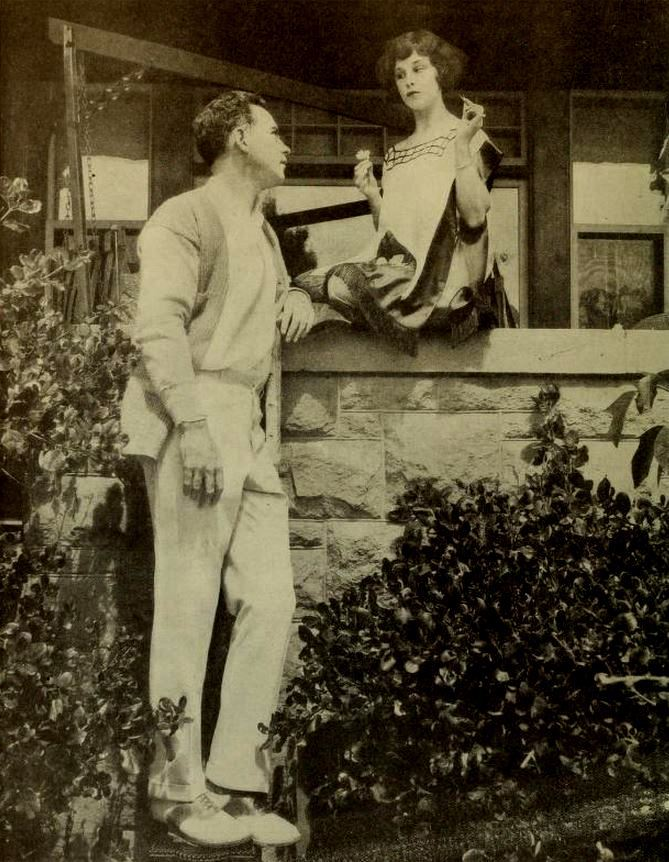
Bernard Durning e Shirley Mason (1922)